# سیارک ۴۴۳۷
سیارک ۴۴۳۷ (به انگلیسی: 4437 Yaroshenko، نامگذاری:1983GA2) چهار هزار و چهارصد و سی و هفتمین سیارک کشف شده‌است که در ۱۰ آوریل ۱۹۸۳ کشف شد.
قدر مطلق سیارک برابر ۱۲٫۸۰ است.